# Limnophila tigriventris
Limnophila tigriventris là một loài ruồi trong họ Limoniidae. Chúng phân bố ở miền Australasia.